# Northfleet
Northfleet es una localidad situada en el municipio de Gravesham, en Kent, Inglaterra (Reino Unido). Según el censo de 2011, tiene una población de 27 628 habitantes.
Está situada al sureste de la región Sudeste de Inglaterra, cerca de la ciudad de Maidstone —la capital del condado—, junto a la desembocadura del río Támesis y al sureste de Londres.